# Fascination Street
Fascination Street – pierwszy singel promujący ósmy studyjny album zespołu The Cure – Disintegration. Wydany został tylko w Stanach Zjednoczonych, w 1989 roku. Amerykańska wytwórnia płytowa odrzuciła wybór zespołu, by utwór „Lullaby” był pierwszym singlem (piosenka ta była pierwszym singlem w Wielkiej Brytanii, natomiast w Stanach Zjednoczonych została wydana później). Zamiast niego użyła właśnie „Fascination Street”.

## Lista utworów

### 7": Elektra / 7 69300 (USA)
1. „Fascination Street [Remix]” (4:17)
2. „Babble” (4:16)

- dostępny także na kasecie 9 469300

### 12: Elektra / 0-66704 (USA)
1. „Fascination Street [Extended Remix]” (8:48)
2. „Babble” (4:16)
3. „Out of Mind” (3:51)

### CD: Elektra / 66702-2 (USA)
1. „Fascination Street [Remix]” (4:17)
2. „Babble” (4:16)
3. „Out of Mind” (3:51)
4. „Fascination Street [Extended Remix]” (8:48)

## Twórcy
- Simon Gallup – gitara basowa
- Robert Smith – gitara, instrumenty klawiszowe, śpiew, produkcja
- Porl Thompson – gitara
- Boris Williams – perkusja
- Roger O’Donnell – instrumenty klawiszowe
- Laurence Tolhurst – inne instrumenty

## Notowania
| Rok  | Singel               | Lista                  | Pozycja |
| ---- | -------------------- | ---------------------- | ------- |
| 1989 | „Fascination Street” | Billboard Hot 100      | #46     |
| 1989 | „Fascination Street” | Hot Modern Rock Tracks | #1      |

## Interpretacje
Covery utworu stworzyły grupy Chimaira (wydane m.in. wersji limitowanej The Impossibility of Reason – Reasoning The Impossible, 2003), Stavesacre (Speakeasy), Xu Xu Fang (Perfect as Cats: A Tribute to the Cure, disc 1).